# Синишин Наталія Ігорівна
Ната́ля І́горівна Сини́шин (3 липня 1985, Соснівка) — українська і азербайджанська спортсменка (вільна боротьба). Заслужений майстер спорту України з вільної боротьби.

## Біографія та досягнення
Народилася 3 липня 1985 в м. Соснівка Львівської області.
Вагова категорія — 55 кг. Зріст — 160 см. Боротьбою почала займатися з 1998 року. Перший тренер — Леонід Абрамов. Тренери — Олег Сазонов, Віктор Глібенко. У 2005 році стала чемпіонкою Європи серед юніорів.
Бронзова призерка чемпіонатів світу 2006 і 2007, срібна призерка чемпіонату Європи 2007, ІІІ місце на чемпіонаті Європи 2008 у місті Тампере. Представляла Україну на Олімпіаді 2008 року в Пекіні. Програла в 1/8 фіналу американці Мерсі ван Дусен і вибула з подальших змагань. Чемпіонка Європи 2009 у місті Вільнюс і 2012 у місті Белград.
Головною суперницею Наталі Синишин в Україні довгі роки була Тетяна Лазарева. Після того як тренерська рада збірної України вирішила, що на Літніх олімпійських іграх 2012 року в Лондоні країну представлятиме Лазарева, Синишин почала думати про зміну громадянства. До того ж Наталя довго і безуспішно чекала на отримання хоча б однокімнатної квартири З 2014 почала виступати за збірну Азербайджану, за бронзову нагороду на Європейських іграх і стала призеркою олімпіади та чемпіонкою Європи у 2016 році.
У рамках підготовки до XXXI Літніх Олімпійських ігор в Ріо-де-Жанейро жіноча збірна Азербайджану з боротьби проводила в Україні разом з українськими спортсменками на навчально-спортивній базі «Заросляк» (Ворохта, Івано-Франківська область). У складі азербайджанської жіночої збірної було шість спортсменок, у тому числі — чотири українки (Наталія Синишин, Марія Стадник, Альона Колесник, Тетяна Омельченко), одна молдованка (Анжела Дороган) і одна білоруска (Юлія Раткевич). На Олімпіаді у Бразилії Синишин, як і на Олімпіаді в Пекіні, поступилася у першій же сутичці японці Саорі Йосіда, але завдяки тому, що борчиня з Японії вийшла до фіналу, Наталя отримала право позмагатися за бронзу змагань у втішних поєдинках, з чим вона успішно впоралася. У вирішальній сутичці Синишин здолала представницю Венесуели Бетзабет Аргуелло і принесла Азербайджану бронзову олімпійську медаль.
Виступала за борцівський клуб «ATA Sport» Баку. Тренери — Малхаз Курдіані (з 2013), Магомед Аліомаров (з 2013).
Закінчила Південноукраїнський державний педагогічний університет ім. К. Ушинського. Хобі — музика.

## Спортивні результати на міжнародних змаганнях

### Виступи на Олімпіадах
| Змагання                    | Збірна      | Вагова категорія          | Місце  |
| --------------------------- | ----------- | ------------------------- | ------ |
| Літні Олімпійські ігри 2008 | Україна     | жіноча боротьба, до 55 кг | 12     |
| Літні Олімпійські ігри 2016 | Азербайджан | жіноча боротьба, до 53 кг | Бронза |

### Виступи на Чемпіонатах світу
| Змагання                        | Збірна      | Вагова категорія          | Місце  |
| ------------------------------- | ----------- | ------------------------- | ------ |
| Чемпіонат світу з боротьби 2006 | Україна     | жіноча боротьба, до 59 кг | Бронза |
| Чемпіонат світу з боротьби 2007 | Україна     | жіноча боротьба, до 59 кг | Бронза |
| Чемпіонат світу з боротьби 2009 | Україна     | жіноча боротьба, до 55 кг | 11     |
| Чемпіонат світу з боротьби 2010 | Україна     | жіноча боротьба, до 59 кг | 21     |
| Чемпіонат світу з боротьби 2012 | Україна     | жіноча боротьба, до 55 кг | 5      |
| Чемпіонат світу з боротьби 2015 | Азербайджан | жіноча боротьба, до 55 кг | 16     |
| Чемпіонат світу з боротьби 2017 | Азербайджан | жіноча боротьба, до 55 кг | 18     |

### Виступи на Чемпіонатах Європи
| Змагання                         | Збірна      | Вагова категорія          | Місце  |
| -------------------------------- | ----------- | ------------------------- | ------ |
| Чемпіонат Європи з боротьби 2007 | Україна     | жіноча боротьба, до 55 кг | Срібло |
| Чемпіонат Європи з боротьби 2008 | Україна     | жіноча боротьба, до 59 кг | Бронза |
| Чемпіонат Європи з боротьби 2009 | Україна     | жіноча боротьба, до 55 кг | Золото |
| Чемпіонат Європи з боротьби 2010 | Україна     | жіноча боротьба, до 55 кг | 10     |
| Чемпіонат Європи з боротьби 2012 | Україна     | жіноча боротьба, до 55 кг | Золото |
| Чемпіонат Європи з боротьби 2016 | Азербайджан | жіноча боротьба, до 58 кг | Золото |
| Чемпіонат Європи з боротьби 2017 | Азербайджан | жіноча боротьба, до 58 кг | 5      |

### Виступи на Європейських іграх
| Змагання              | Збірна      | Вагова категорія          | Місце  |
| --------------------- | ----------- | ------------------------- | ------ |
| Європейські ігри 2015 | Азербайджан | жіноча боротьба, до 55 кг | Бронза |

### Виступи на Кубках світу
| Змагання                    | Збірна      | Вагова категорія          | Місце |
| --------------------------- | ----------- | ------------------------- | ----- |
| Кубок світу з боротьби 2005 | Україна     | жіноча боротьба, до 59 кг | 4     |
| Кубок світу з боротьби 2006 | Україна     | жіноча боротьба, до 55 кг | 4     |
| Кубок світу з боротьби 2015 | Азербайджан | жіноча боротьба, до 55 кг | 5     |

### Виступи на інших змаганнях
| Змагання                                       | Збірна      | Вагова категорія          | Місце  |
| ---------------------------------------------- | ----------- | ------------------------- | ------ |
| Золотий Гран-прі з боротьби 2009               | Україна     | жіноча боротьба, до 55 кг | 8      |
| Золотий Гран-прі з боротьби 2010 (Красноярськ) | Україна     | жіноча боротьба, до 55 кг | 5      |
| Золотий Гран-прі з боротьби 2010 (Баку)        | Україна     | жіноча боротьба, до 55 кг | Золото |
| Золотий Гран-прі з боротьби 2011 (Красноярськ) | Україна     | жіноча боротьба, до 55 кг | Бронза |
| Золотий Гран-прі з боротьби 2011 (Баку)        | Україна     | жіноча боротьба, до 55 кг | 8      |
| Київський Міжнародний турнір з боротьби 2011   | Україна     | жіноча боротьба, до 55 кг | Срібло |
| Київський Міжнародний турнір з боротьби 2012   | Україна     | жіноча боротьба, до 55 кг | Срібло |
| Відкритий чемпіонат Польщі з боротьби 2012     | Україна     | жіноча боротьба, до 55 кг | Срібло |
| Київський Міжнародний турнір з боротьби 2013   | Україна     | жіноча боротьба, до 55 кг | Бронза |
| Битва на водоспаді 2013                        | Україна     | жіноча боротьба, до 59 кг | Бронза |
| Вогні Москви 2014                              | Азербайджан | жіноча боротьба, до 60 кг | Срібло |
| Гран-прі Парижа з боротьби 2015                | Азербайджан | жіноча боротьба, до 60 кг | Срібло |
| Klippan Lady Open 2015                         | Азербайджан | жіноча боротьба, до 58 кг | 16     |
| Турнір Дана Колова — Николи Петрова 2015       | Азербайджан | жіноча боротьба, до 55 кг | Золото |
| Відкритий чемпіонат Польщі з боротьби 2015     | Азербайджан | жіноча боротьба, до 55 кг | 5      |
| Кубок Алроси 2015                              | Азербайджан | жіноча боротьба, до 55 кг | 5      |
| Золотий Гран-прі з боротьби 2015               | Азербайджан | жіноча боротьба, до 55 кг | Срібло |
| Київський Міжнародний турнір з боротьби 2016   | Азербайджан | жіноча боротьба, до 58 кг | Золото |
| Відкритий чемпіонат Польщі з боротьби 2016     | Азербайджан | жіноча боротьба, до 58 кг | Бронза |
| Турнір Дана Колова — Николи Петрова 2017       | Азербайджан | жіноча боротьба, до 58 кг | Бронза |
| Ігри ісламської солідарності 2017              | Азербайджан | жіноча боротьба, до 55 кг | Срібло |

### Виступи на змаганнях молодших вікових груп
| Змагання                                       | Збірна  | Вагова категорія          | Місце  |
| ---------------------------------------------- | ------- | ------------------------- | ------ |
| Чемпіонат світу з боротьби серед юніорів 2005  | Україна | жіноча боротьба, до 59 кг | 5      |
| Чемпіонат Європи з боротьби серед юніорів 2005 | Україна | жіноча боротьба, до 59 кг | Золото |